# Erich Hocke
Erich Hocke (* 20. August 1934; † 9. August 1999) war ein deutscher marxistischer Philosoph und Oberst der Nationalen Volksarmee.
Er war als Hochschullehrer (1961), Außerordentlicher Professor (1980) und Dekan (1990) an der Militärakademie „Friedrich Engels“ (MAFE) der Nationalen Volksarmee der Deutschen Demokratischen Republik in Dresden (1961–1990).

## Leben

### Herkunft und Ausbildung
Erich Hocke wurde am 20. August 1934 in Reichenberg  geboren. Er schloss die Schulzeit mit dem Abitur ab.

### Wissenschaftliche und militärische Laufbahn
Im Sommer 1959 legte  Hocke nach einem Studium an der Humboldt-Universität Berlin das Staatsexamen als Diplom-Philosoph ab. Schon während des Studiums war er als Assistent tätig, betreute sowjetische Gastprofessoren und übersetzte deren Vorlesungen.
Mit Gründung der Vorstudienfakultät Naumburg/Saale (als Bestandteil der Militärakademie „Friedrich Engels“ Dresden) nahm er dort seine Tätigkeit als Zivillehrer auf. Vordem sammelte er erste militärische Erfahrungen als Panzerkommandant.
Im November 1961 erhielt er einen Lehrauftrag als Hauptfachlehrer für Philosophie/Erkenntnistheorie an der Militärakademie „Friedrich Engels“ in Dresden. Im Jahr 1962 nahm er an einem militärischen Lehrgang teil, wurde anschließend in den aktiven Wehrdienst übernommen und zum Oberleutnant ernannt.
Hocke wurde im Jahr 1969 zum Fachgruppenleiter und nach einer (berufsbegleitenden) außerplanmäßigen Aspirantur im Jahr 1971 zum ersten akademischen Titel Doktor der Philosophie (Dr. phil.) an der Militärakademie promoviert. Zum Hochschuldozenten für Dialektischen und Historischen Materialismus wurde Hocke im Jahr 1973 berufen.
Seine Promotion B (1977) an der Militärakademie „Friedrich Engels“ zum Doktor der Philosophischen Wissenschaften (Dr. sc. phil.) mit einer Gemeinschaftsarbeit mit Wolfgang Scheler (Zu philosophischen Problemen von Krieg und Frieden in der Gegenwart) begründete eine Denkrichtung der Friedensforschung, die in der NVA und im geistigen Leben der DDR Einfluss erlangte. Im selben Jahr wurde er in den Wissenschaftlichen Rat bei der Akademie der Wissenschaften der DDR berufen.
Erich Hocke wurde im Jahr 1980 zum Außerordentlichen Professor an der Militärakademie "Friedrich Engels" berufen. Im Jahr 1983 erfolgte seine Berufung zum Leiter des Lehrstuhls Wissenschaftlicher Kommunismus und die Berufung als Ordentlicher Professor (1985).
Er erhielt im Herbst 1989 die Gründungsprofessur im Lehrstuhl Politikwissenschaften an der Militärakademie und wurde zum Dekan der Sozialwissenschaftlichen Fakultät gewählt.
In den Jahren 1989/90 war Hocke einer der Initiatoren der Reformen in der NVA und der demokratischen Militärreform in der DDR. Im Februar 1990 wurde Erich Hocke in den von Rolf Lehmann an der Militärakademie initiierten Interdisziplinären Wissenschaftsbereich Sicherheitspolitik (IWBS) berufen.
Mit der Auflösung der Nationalen Volksarmee im Zuge der staatlichen Einheit Deutschlands wurde er am 30. September 1990 entlassen.

### Nach der Entlassung aus der NVA

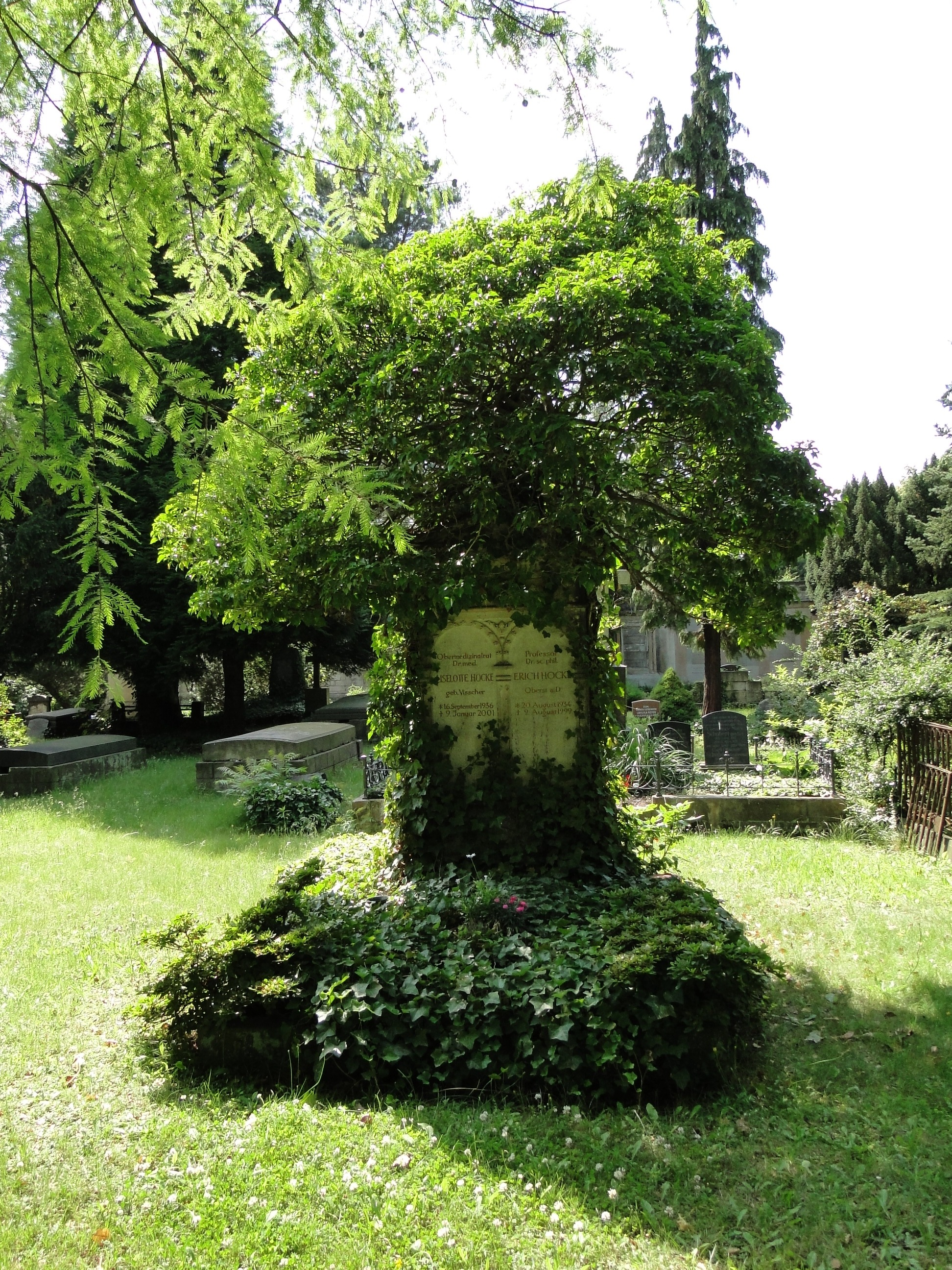
Grab von Erich Hocke auf dem Trinitatisfriedhof in Dresden

Im Oktober 1990 war Hocke Gründungsmitglied der Dresdener Studiengemeinschaft Sicherheitspolitik e. V. (DSS). Er war Vorstandsmitglied (ab 1990) und Stellvertreter des Vorstandsvorsitzenden (1998–1999).
Hocke publizierte eine Vielzahl eigener Beiträge in Heften der DSS-Arbeitspapiere.
Erich Hocke verstarb 1999 und wurde auf dem Trinitatisfriedhof Dresden beigesetzt.

## Auszeichnungen in der DDR
- 1989 „Nationalpreis der DDR“, dritter Klasse, im Kollektiv für seine Beiträge zur marxistisch-leninistischen Theorie über Frieden, Krieg und Streitkräfte.[9]
- 1985 „Friedrich-Engels-Preis“ der DDR, erster Klasse, für hervorragende Leistungen zum Nutzen der sozialistischen Landesverteidigung als Mitglied eines Kollektivs (Autorenkollektiv des Buches Die Philosophie des Friedens im Kampf gegen die Ideologie des Krieges.)[10]
- 1978 „Friedrich-Engels-Preis“ der DDR, dritter Klasse, für hervorragende Leistungen zum Nutzen der sozialistischen Landesverteidigung als Mitglied eines Kollektivs.[8]